# Borja Valero
Pour les articles homonymes, voir Valero (homonymie).
Borja Valero Iglesias, né le 12 janvier 1985 à Madrid, est un footballeur international espagnol évoluant au poste de milieu de terrain.
Il reçoit le Prix Don Balón du meilleur joueur espagnol de la Liga lors de la saison 2009-2010.

## Biographie

### Real Madrid
Borja Valero est formé au Real Madrid. Il ne dispute que 2 matchs avec l'équipe première du Real : un match en Ligue des champions face au Dynamo Kiev et un match de Coupe du Roi face à Écija.

### Majorque et découverte de l'Angleterre avec West Bromwich
En 2007, il est laissé libre par le club madrilène et signe un contrat en faveur du RCD Majorque. Après une seule saison, il rejoint la Premier League anglaise et le club de West Bromwich Albion, pour un montant estimé à 7 millions d'euros. Le club est relégué en deuxième division à l'issue de la saison.

### Retour à Majorque
Ne souhaitant pas évoluer en D2, il est prêté en 2009-2010 à son ancien club, Majorque. Lors de cette saison, il est sacré meilleur joueur du championnat.

### Villarreal
En 2010-2011, il se voit une nouvelle fois prêté, cette fois-ci avec option d'achat, au club de Villarreal. Il est définitivement transféré à Villarreal lors de l'été 2011. Avec Villareal, Borja Valero atteint les demi-finales de la Ligue Europa en 2011 et joue des matchs de Ligue des champions dans la foulée. Cependant, Villarreal se voit relégué en D2 en 2012.

### Fiorentina
En 2012, Borja Valero est acheté par le club italien de la Fiorentina. La transaction est estimée par les médias à 7 millions d'euros. Lors de la première partie de saison, il s'affirme comme un excellent passeur, en distillant 8 passes décisives en championnat. Là-bas, il devient un joueur-clé de l'équipe. La presse compare son influence sur le jeu de la Fiorentina à celle d'un Andrea Pirlo sur celui de la Juventus.

### Inter Milan
Le 11 juillet 2017, Valero s'engage officiellement pour l'Inter Milan en concluant un contrat qui s'étend jusqu'en 2020.

### Retour à la Fiorentina
Libre de tout contrat, il fait son retour à la Fiorentina, lui qui y a joué entre 2012 et 2017. Il y effectue son ultime saison professionnelle en 2020/21 à l'issue de laquelle il annonce sa retraite.

### Retraite et signature au CS Lebowski
« Le moment qui semble toujours lointain est arrivé, celui d'arrêter de jouer au football. Je remercie toutes les équipes où j'ai eu l'honneur de jouer ». C'est ainsi qu'il annonce sa décision de raccrocher les crampons 14 saisons au plus haut niveau où il comptabilise 583 matches, 44 buts et 82 passes décisives. Le fait qu'il quitte le professionnalisme n'empêche pas qu'il reste convoité. Durant l'été, une rumeur persistante, partie à la base d'un photomontage publié par le journaliste Benedetto Ferrara, l'envoie du côté du Centro Storico Lebowski, club florentin de calcio popolare qui évolue en 6e division. De nombreux médias sportifs italiens relayent l'information,,. L'Aquila Montevarchi fait aussi partie des prétendants.
Finalement, le 19 août le CS Lebowski officialise sur ses réseaux sociaux l'arrivée de Borja Valero, via une vidéo où on le voit au milieu des supporters de la Curva Moana Pozzi. Le joueur explique les raisons de son choix au média La Nazione, notamment qu'il se reconnaît dans les valeurs portées par le CS Lebowski. Il a déclaré être à la disposition du coach, mais sera aussi pris par sa carrière de consultant auprès du diffuseur Dazn.

### En sélection
Borja Valero est régulièrement appelé dans les sélections de jeunes : moins de 17 ans, moins de 18 ans et moins de 19 ans. Avec les moins de 19 ans espagnols, il remporte le Championnat d'Europe 2004 qui se déroule en Suisse.
Borja Valero reçoit sa première sélection en équipe d'Espagne le 4 juin 2011, lors d'un match amical face aux États-Unis. Il dispute 27 minutes de jeu lors de cette rencontre.

## Statistiques
| Saison                | Club                  | Championnat           | Championnat | Championnat | Championnat | Coupe nationale | Coupe nationale | Coupe nationale | Coupe de la Ligue | Coupe de la Ligue | Coupe de la Ligue | Compétition(s) continentale(s) | Compétition(s) continentale(s) | Compétition(s) continentale(s) | Compétition(s) continentale(s) | Barrages | Barrages | Barrages | Espagne | Espagne | Espagne | Total | Total | Total |
| Saison                | Club                  | Division              | M.          | B.          | P.d.        | M.              | B.              | P.d.            | M.                | B.                | P.d.              | Comp.                          | M.                             | B.                             | P.d.                           | M.       | B.       | P.d.     | M.      | B.      | P.d.    | M.    | B.    | P.d.  |
| 2004-2005             | Real Madrid Castilla  | D3                    | 1           | 0           | -           | -               | -               | -               | -                 | -                 | -                 | -                              | -                              | -                              | -                              | 4        | 1        | -        | -       | -       | -       | 5     | 1     | 0     |
| 2005-2006             | Real Madrid Castilla  | D2                    | 39          | 2           | 5           | -               | -               | -               | -                 | -                 | -                 | -                              | -                              | -                              | -                              | -        | -        | -        | -       | -       | -       | 39    | 2     | 5     |
| 2006-2007             | Real Madrid Castilla  | D2                    | 37          | 2           | 6           | -               | -               | -               | -                 | -                 | -                 | -                              | -                              | -                              | -                              | -        | -        | -        | -       | -       | -       | 37    | 2     | 6     |
| Sous-total            | Sous-total            | Sous-total            | 77          | 4           | 11          | -               | -               | -               | -                 | -                 | -                 | -                              | -                              | -                              | -                              | 4        | 1        | -        | -       | -       | -       | 81    | 5     | 11    |
| 2006-2007             | Real Madrid           | Liga                  | -           | -           | -           | 1               | 0               | 0               | -                 | -                 | -                 | C1                             | 1                              | 0                              | 0                              | -        | -        | -        | -       | -       | -       | 2     | 0     | 0     |
| Sous-total            | Sous-total            | Sous-total            | -           | -           | -           | 1               | 0               | 0               | -                 | -                 | -                 | -                              | 1                              | 0                              | 0                              | -        | -        | -        | -       | -       | -       | 2     | 0     | 0     |
| 2007-2008             | RCD Majorque          | Liga                  | 35          | 4           | 7           | 6               | 0               | 1               | -                 | -                 | -                 | -                              | -                              | -                              | -                              | -        | -        | -        | -       | -       | -       | 41    | 4     | 8     |
| Sous-total            | Sous-total            | Sous-total            | 35          | 4           | 7           | 6               | 0               | 1               | -                 | -                 | -                 | -                              | -                              | -                              | -                              | -        | -        | -        | -       | -       | -       | 41    | 4     | 8     |
| 2008-2009             | West Bromwich Albion  | Premier League        | 30          | 0           | 3           | 3               | 0               | 0               | 1                 | 0                 | 0                 | -                              | -                              | -                              | -                              | -        | -        | -        | -       | -       | -       | 34    | 0     | 3     |
| 2009-2010             | West Bromwich Albion  | Championship          | 1           | 0           | 0           | -               | -               | -               | 1                 | 0                 | 0                 | -                              | -                              | -                              | -                              | -        | -        | -        | -       | -       | -       | 2     | 0     | 0     |
| Sous-total            | Sous-total            | Sous-total            | 31          | 0           | 3           | 3               | 0               | 0               | 2                 | 0                 | 0                 | -                              | -                              | -                              | -                              | -        | -        | -        | -       | -       | -       | 36    | 0     | 3     |
| 2009-2010             | RCD Majorque (prêt)   | Liga                  | 33          | 5           | 8           | 5               | 0               | 0               | -                 | -                 | -                 | -                              | -                              | -                              | -                              | -        | -        | -        | -       | -       | -       | 38    | 5     | 8     |
| Sous-total            | Sous-total            | Sous-total            | 33          | 5           | 8           | 5               | 0               | 0               | -                 | -                 | -                 | -                              | -                              | -                              | -                              | -        | -        | -        | -       | -       | -       | 38    | 5     | 8     |
| 2010-2011             | Villarreal CF (prêt)  | Liga                  | 35          | 3           | 8           | 5               | 0               | 0               | -                 | -                 | -                 | C3                             | 14                             | 2                              | 2                              | -        | -        | -        | 1       | 0       | 0       | 55    | 5     | 10    |
| 2011-2012             | Villarreal CF         | Liga                  | 36          | 5           | 6           | 2               | 1               | 0               | -                 | -                 | -                 | C1                             | 5                              | 0                              | 0                              | -        | -        | -        | -       | -       | -       | 43    | 6     | 6     |
| Sous-total            | Sous-total            | Sous-total            | 71          | 8           | 14          | 7               | 1               | 0               | -                 | -                 | -                 | -                              | 19                             | 2                              | 2                              | -        | -        | -        | 1       | 0       | 0       | 98    | 11    | 16    |
| 2012-2013             | ACF Fiorentina        | Serie A               | 37          | 1           | 11          | 4               | 1               | 0               | -                 | -                 | -                 | -                              | -                              | -                              | -                              | -        | -        | -        | -       | -       | -       | 41    | 2     | 11    |
| 2013-2014             | ACF Fiorentina        | Serie A               | 32          | 6           | 9           | 4               | 0               | 0               | -                 | -                 | -                 | C3                             | 11                             | 1                              | 2                              | -        | -        | -        | -       | -       | -       | 47    | 7     | 11    |
| 2014-2015             | ACF Fiorentina        | Serie A               | 28          | 2           | 2           | 3               | 0               | 0               | -                 | -                 | -                 | C3                             | 11                             | 0                              | 0                              | -        | -        | -        | -       | -       | -       | 42    | 2     | 2     |
| 2015-2016             | ACF Fiorentina        | Serie A               | 37          | 4           | 6           | -               | -               | -               | -                 | -                 | -                 | C3                             | 5                              | 0                              | 1                              | -        | -        | -        | -       | -       | -       | 42    | 4     | 7     |
| 2016-2017             | ACF Fiorentina        | Serie A               | 32          | 1           | 10          | 2               | 0               | 0               | -                 | -                 | -                 | C3                             | 6                              | 1                              | 1                              | -        | -        | -        | -       | -       | -       | 40    | 2     | 11    |
| Sous-total            | Sous-total            | Sous-total            | 166         | 14          | 38          | 13              | 1               | 0               | -                 | -                 | -                 | -                              | 33                             | 2                              | 4                              | -        | -        | -        | -       | -       | -       | 212   | 17    | 42    |
| 2017-2018             | Inter Milan           | Serie A               | 36          | 2           | 0           | 1               | 0               | 0               | -                 | -                 | -                 | -                              | -                              | -                              | -                              | -        | -        | -        | -       | -       | -       | 37    | 2     | 0     |
| 2018-2019             | Inter Milan           | Serie A               | 27          | 0           | 1           | 1               | 0               | 0               | -                 | -                 | -                 | C1+C3                          | 6+4                            | 0+0                            | 0+0                            | -        | -        | -        | -       | -       | -       | 38    | 0     | 1     |
| Sous-total            | Sous-total            | Sous-total            | 63          | 2           | 1           | 2               | 0               | 0               | -                 | -                 | -                 | -                              | 10                             | 0                              | 0                              | -        | -        | -        | -       | -       | -       | 75    | 2     | 1     |
| Total sur la carrière | Total sur la carrière | Total sur la carrière | 476         | 37          | 82          | 37              | 2               | 1               | 2                 | 0                 | 0                 | -                              | 63                             | 4                              | 7                              | 4        | 1        | -        | 1       | 0       | 0       | 583   | 44    | 90    |

## Distinction personnelle
Real Madrid
- Champion d'Espagne en 2007

- Prix Don Balón du meilleur joueur espagnol de la Liga en 2010